# Markku Jokinen
Markku Juhani Jokinen (Jämsänkoski, 20 giugno 1959) è un attivista e docente finlandese.

## Biografia
È stato il Presidente dell'Associazione dei Sordi e degli Ipoudenti della Finlandia, dal 2007. È stato il quinto Presidente della Federazione Mondiale dei Sordi, dal 2003 al 2011. Nel 2013 è diventato il quinto Presidente dell'European Union of the Deaf. Ha lottato per i diritti dei sordi riguardanti le lingue dei segni di ogni Stato membro sia dell'Unione europea sia del mondo.